# Жовтий варан
Жовтий варан (Varanus flavescens (Hardwicke and Gray, 1827)) — ящірка з родини варанових підроду Empagusia, що живе у Північній Індії, Пакистані та Бангладеші.

## Опис
Зовні жовтий варан дуже схожий на капського варана незважаючи на значну відстань між ареалами цих двох видів. В довжину ці тварини не більше одного метра – найдовший обміряний екземпляр був 92 сантиметри завдовжки, при цьому від кінчика писку до клоаки 42 сантиметри. Найбільша зафіксована вага 1040 грамів. Звичайна довжина 70-80 сантиметрів. Статевий розмірний диморфізм у цього виду слабко виражений і самці лише дещо більші за самиць.
Хвіст у жовтих варанів не дуже довгий – завдовжки 120-130% відстані від носа до клоаки. Хвіст дещо сплощений з боків з низьким подвійним кілем зверху.
Писок короткий, опуклий, заокруглений на кінці. Довжина писку дещо менша за відстані від ока до вуха. Ніздрі вузькі, видовжені, скошені, розташовані ближче до носа ніж до очей. Голова вкрита невеликими лусочками приблизно однакового розміру за виключенням середнього ряду над очима де вони дещо ширші у поперек.
Зуби не сплощені з боків. 
Луска зверху тіла дрібна, овальна, ребриста. Навкруги тіла в середині 84-104 ряди лусок. Черевна луска гладенька і налічує 65-75 рядів у ширину. Луска на хвості ребриста.
Забарвлення жовтого варана в значній мірі відповідає назві – головні кольори жовтувато-зелені, оливкові чи жовтувато-коричневі з поперечними рядами яскравіших плямам на спині та неясними темними мітками, що зливаються в смуги. Має темну скроневу смугу. Спід жовтуватий з розпливчастими поперечними смугами, особливо на горлі. Для виду характерна варіативність забарвлення навіть в одній місцевості, в деяких тварин трапляються червоні смуги по всьому тілі. Молоді тварини зверху темно-коричневі з жовтими плямами які утворюють поперечні смуги, а на споді жовті з темно-коричневими поперечними смугами.
Пальці в жовтого варана короткі тому лазить по деревам та іншим перепонам він досить погано.

## Поширення
Жовтий варан живе в Пакистані, Північній Індії, Непалі, Бангладеші. На початку XX століття були повідомлення, що цей вид водиться у Бірмі, але вони або помилкові, або ж зараз він там не зустрічається (вимер).

## Спосіб життя
Жовтий варан водиться зазвичай поблизу води і надає перевагу піщаним ґрунтам. Не любить солі тому не водиться на морському узбережжі. Історично улюбленим ареалом цього виду були заплави великих річок, але зараз саме ці місцевості зазнали чи не найбільшого антропогенного впливу тож жовтого варана зараз часто не знайти там де колись були основні місця його життя. Часом трапляється в передгір’ях на берегах річок, але в цілому до гірського життя ці тварини не пристосовані. В сприятливих умовах щільність популяції цих тварин за оцінками може станови 7,5 особин на км².
Як вже вказувалося улюблена місцевість жовтих варанів це заплави річок які в умовах мусонного клімату дуже розливаються. Тварини найактивніші у мокрий сезон, а у сухий навпаки малорухливі.
Сховком жовтим варанам служать нори, щілини в річкових схилах або ж термітники. За повідомленням ряду дослідників тварини можуть перекривати вхід до своїх нір земляними пробками.
Під час сезону дощів тварини більшість часу проводять у воді накопичуючи запаси жиру аби пережити бездіяльність та голодування сухого сезону. Харчуються жовті варани жабами, ропухами, яйцями черепах та ящірок, жаб’ячою ікрою, дрібними ссавцями, птахами та пташиними яйцями, різноманітними безхребетними. Молюсків ці варани не їдять зате є повідомлення про те, що вони уживають в їжу крабів.

## Розмноження
Статевої зрілості тварини досягають при довжині від носа до клоаки близько 25 сантиметрів. Спарюються в червні-липні, яйця несуть з серпня по жовтень. В кладці зазвичай близько 16 яєць, хоч буває і до 30. Яйця варани відкладають в норах які розташовані на підвищеннях аби їх не залило водою. Молодь в Індії вилуплюється у березні. Новонароджені варанчики лише близько 14,5 см завдовжки при розмірі від писку до клоаки в середньому 6,5 сантиметри.

## Вжиток
Жовтий варан дуже потерпає від людей і вже не зустрічається на значній частині свого ареалу. Причинами цього є як антропогенний тиск на середовище в якому живуть ці ящірки – практично усі заплави в регіоні перетворені на поля, так і полювання. Хоч жовті варани знаходяться під охороною але вони живуть в країнах з бідним населенням, а сезон дощів є періодом не лише найбільшої активності варанів, але й сезонного безробіття в сільській місцевості. В 1980-і наприклад щороку експортувалося біля пів мільйона шкурок жовтих варанів які використовуються у галантерейній промисловості.